# León de los Aldama
León de los Aldama (oftast bara kallad León) är en stad i centrala Mexiko och är den största staden i delstaten Guanajuato, men dock inte dess huvudstad. Folkmängden uppgår till cirka 1,3 miljoner invånare, med cirka 1,7 miljoner invånare i hela storstadsområdet (inklusive Silao). Staden grundades 20 januari 1576.

## Industri
I León ligger den största skotillverkningsindustrin i Mexiko, men även livsmedelsindustri och kemisk industri finns i staden. Mellan Leon och Irapuato ligger den internationella flygplatsen Aeropuerto del Bajio med avgångar till bland annat USA och Kanada.